# Murthi Nayanar
Murthi Nayanar, también llamado Murthy Nayanar, Moorthy Nayanar y Murti Nayanar y también conocido como Murtti, es un santo nayanar, venerado en la secta hindú del Shaivismo. Generalmente se le cuenta como el decimoquinto en la lista de los 63 nayanars.

## Vida
La vida de Murthi Nayanar se describe en el Periya Puranam de Sekkizhar, del siglo XII, que es una hagiografía de los 63 nayanars. Murthi Nayanar nació en Madurai, la capital del Reino Pandyan. Madurai es famoso por el «Templo Meenakshi Amman», dedicado al dios Shiva y a su consorte Meenakshi. Madurai es actualmente parte del estado indio de Tamil Nadu. Murthi Nayanar era un  Vaishya, la casta mercantil. Era comerciante de profesión. Era un gran devoto de Shiva, el dios patrón del Shaivismo. El comerciante solía servir a Shiva ofreciendo  pasta de sándalo aromática para ungir el icono de Shiva en el templo. Un «gobernante extranjero» derrotó a los Pandyas y capturó el reino. Este rey invasor extranjero es descrito como un seguidor del Jainismo. Persiguió a los shaivas y trató de convertirlos al jainismo. Sin embargo, Murthi Nayanar no fue tocado por el caos y continuó ofreciendo pasta de sándalo a Shiva en el templo.
Para convertir por la fuerza a Murthi, el rey Jain bloqueó el suministro de sándalo a la capital, de modo que el servicio de Murthi se interrumpió. Sin embargo, Murthi usó su codo en lugar de sándalo y comenzó a molerlo sobre piedra para hacer una pasta para ungir a Shiva. Se le peló la piel y se le empezaron a ver los huesos y sangró. Agradecido por su devoción, Shiva se le apareció y lo bendijo. Shiva le aseguró que el rey tirano moriría pronto y Murthi lo reemplazaría como rey. Como se profetizó, el rey murió al día siguiente y sin heredero.
Los ministros enviaron un elefante con una guirnalda para elegir al siguiente rey, de acuerdo con la tradición. El elefante con los ojos vendados deambulaba por la ciudad y finalmente llegó al templo. Mientras tanto, Murthi, que no anhelaba la realeza, aceptó su destino como una orden divina. Salió del templo, cuando el elefante lo saludó y le puso una guirnalda al santo. El elefante entonces levantó a Murthi y lo colocó de espaldas y regresó al palacio. Los ministros suplicaron a Murthi que fuera el rey. Murthi estuvo de acuerdo con la condición de que el reino acepte el Shaivismo como su forma de vida. Murthi gobernaba vestido como un devoto de Shaiva, manchando su cuerpo con ceniza sagrada y usando adornos de rudraksha y pelo estera, en vez de una corona. Abandonó los lujos de la corona y gobernó el reino con justicia y con el objetivo de propagar el shaivismo. Llegó a la morada de Siva, después de su muerte.
Vidya Dehejia siente que su historicidad es cuestionable, pero probable. Los invasores son interpretados como el Jain Kalabhras, quien conquistó Madurai.. El Periya Puranam toma descripciones de las inscripciones de la conquista del rey Kharavela (193 a. C. - después de 170 a. C.) de Kalinga sobre el rey Pandya.

## Recuerdo

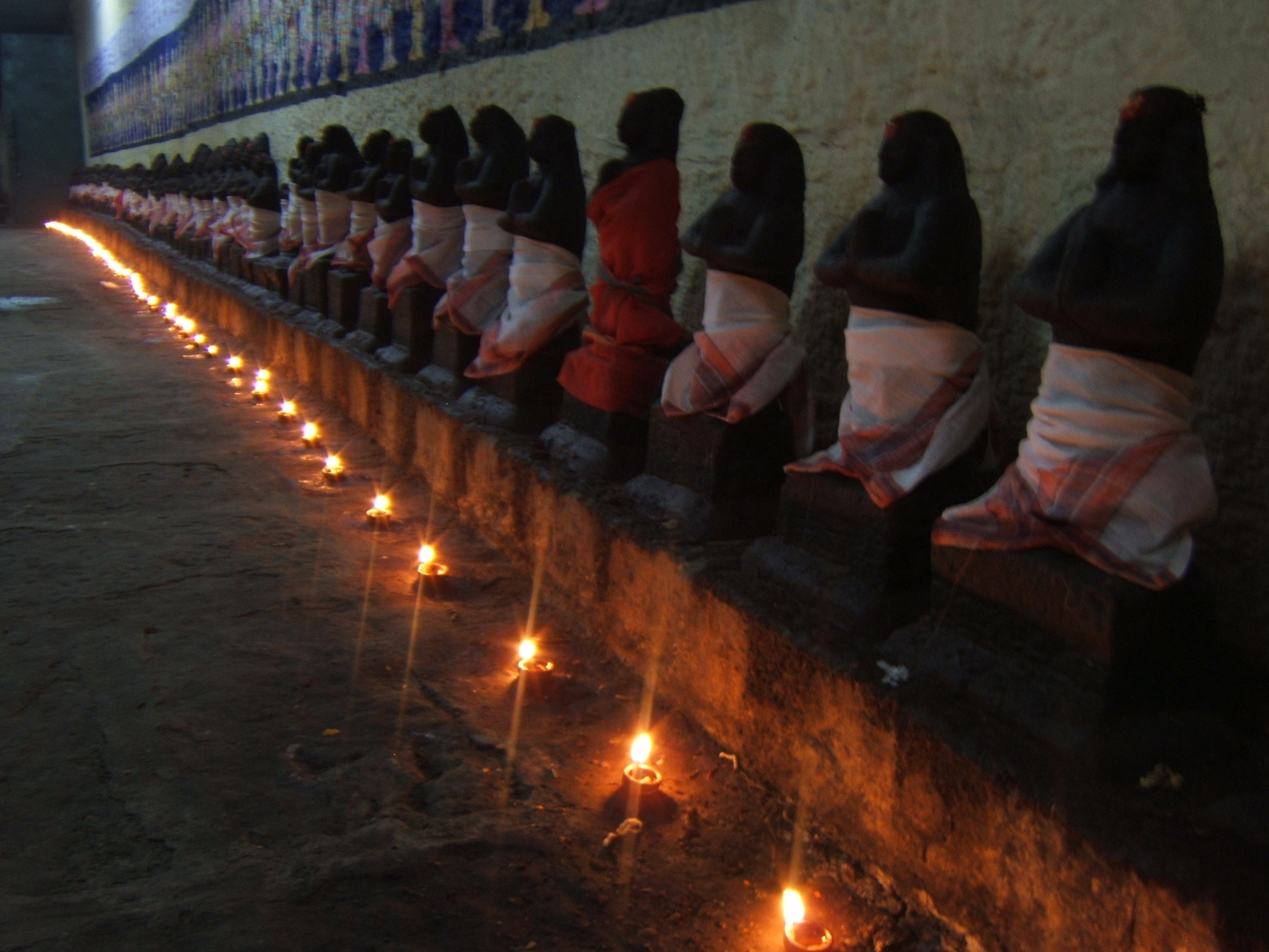
Las imágenes de los nayanars se encuentran en muchos templos Shiva en Tamil Nadu

Uno de los Nayanars más prominentes, Sundarar, del siglo VIII menciona a Murthi Ramayana, también llamado Murtti en el himno a varios santos Nayanar. Se dice que gobierna el mundo, a través de los «tres emblemas de la soberanía».
Murthi Nayanar está representado llevando una corona, con las manos cruzadas y sosteniendo un garrote en el brazo. El noveno día del mes tamil de Adi, que generalmente coincide con el 10 de agosto, se celebra un día santo en su honor en el que recibe culto colectivo como parte de los 63 nayanars. Sus íconos y breves relatos de sus hazañas se encuentran en muchos templos de Shiva en Tamil Nadu. Sus imágenes se sacan en procesión en los festivales.